# Il dono di Humboldt
Il dono di Humboldt è un romanzo di Saul Bellow, pubblicato nel 1975 da Secker & Warburg (Londra) e Viking Press (New York). Il libro ha vinto il Premio Pulitzer per la narrativa nel 1976 contribuendo, lo stesso anno, a far vincere anche il Premio Nobel per la letteratura al suo autore. In italiano è stato tradotto, nell'anno del Nobel, presso Rizzoli.

## Trama
Il romanzo, in qualche modo da considerare roman à clef, indaga l'amicizia di Bellow con il poeta Delmore Schwartz, esplorando il rapporto tra arte e potere negli Stati Uniti materialistici degli anni 1970. Due scrittori, Von Humboldt Fleisher (appunto un'incarnazione di Schwartz, geniale, impacciato, ingenuo) e il suo pupillo Charlie Citrine (che è stato visto come lo stesso Bellow, abile, noto, ricco) a confronto: uno persegue l'arte pura e l'altro si arricchisce ulteriormente con una commedia a Broadway, Von Trenck (basata su un personaggio alla Humboldt); uno vive a New York e l'altro a Chicago, quando la rivista Life chiede al secondo di fare un viaggio. Gli incontri e le riflessioni, narrate in prima persona da Citrine, toccano gli argomenti freudiani della psicopatologia e della frustrazione rispetto agli obiettivi dell'arte e della vita intera. Un altro personaggio, Rinaldo Cantabile, una specie di gangster fallito, spinge Citrine via dal suo maestro, da quel dono che non possono avere nessuno dei due, Humboldt perché lo spreca e Citrine perché solo lo imita da fuori, con spiritualità (alla Rudolf Steiner che Bellow stava leggendo in quei giorni) e successo economico in contrasto irrimarginabile, tra cambiamenti d'umore continui e un finale da commedia "carnevalesca" che sembra portare tutto solamente alla ricerca di un egoismo più radicato.

## Edizioni italiane
- Saul Bellow, Il dono di Humboldt, traduzione di Pier Francesco Paolini, Milano, Rizzoli ("La scala"), 1976.
- Saul Bellow, Il dono di Humboldt, traduzione di Pier Francesco Paolini, Milano, Rizzoli ("BUR" n. 234), 1978.
- Saul Bellow, Il dono di Humboldt, in Romanzi, vol. II, trad. di Pier Francesco Paolini, a cura di Guido Fink, Milano, Mondadori (collana "I Meridiani"), 2008, ISBN 978-88-04-55216-1.
- Saul Bellow, Il dono di Humboldt, di Pier Francesco Paolini, introduzione di Alessandra Calanchi, Milano, Mondadori ("Oscar classici moderni" n. 231, 2009, ISBN 978-88-04-54516-3.